# Anisodactylus harrisii
Anisodactylus harrisii es una especie de escarabajo del género Anisodactylus, categorizada en la tribu Harpalini, de la subfamilia Harpalinae. Fue descrita por LeConte en 1863.

## Descripción
Mide 10,5-13,0 mm de longitud.

## Distribución
Se distribuye por América del Norte: Estados Unidos y Canadá.